# Helen Wheels
Helen Wheels ist ein Lied des britischen Musikers Paul McCartney, das 1973 als Single (A-Seite) der Musikgruppe Wings veröffentlicht wurde. Es war die sechste Single der Wings. 1973 erschien der Road-Song in den USA auch auf dem Wings-Album Band on the Run. Komponiert wurde es von Paul McCartney und Linda McCartney.

## Hintergrund

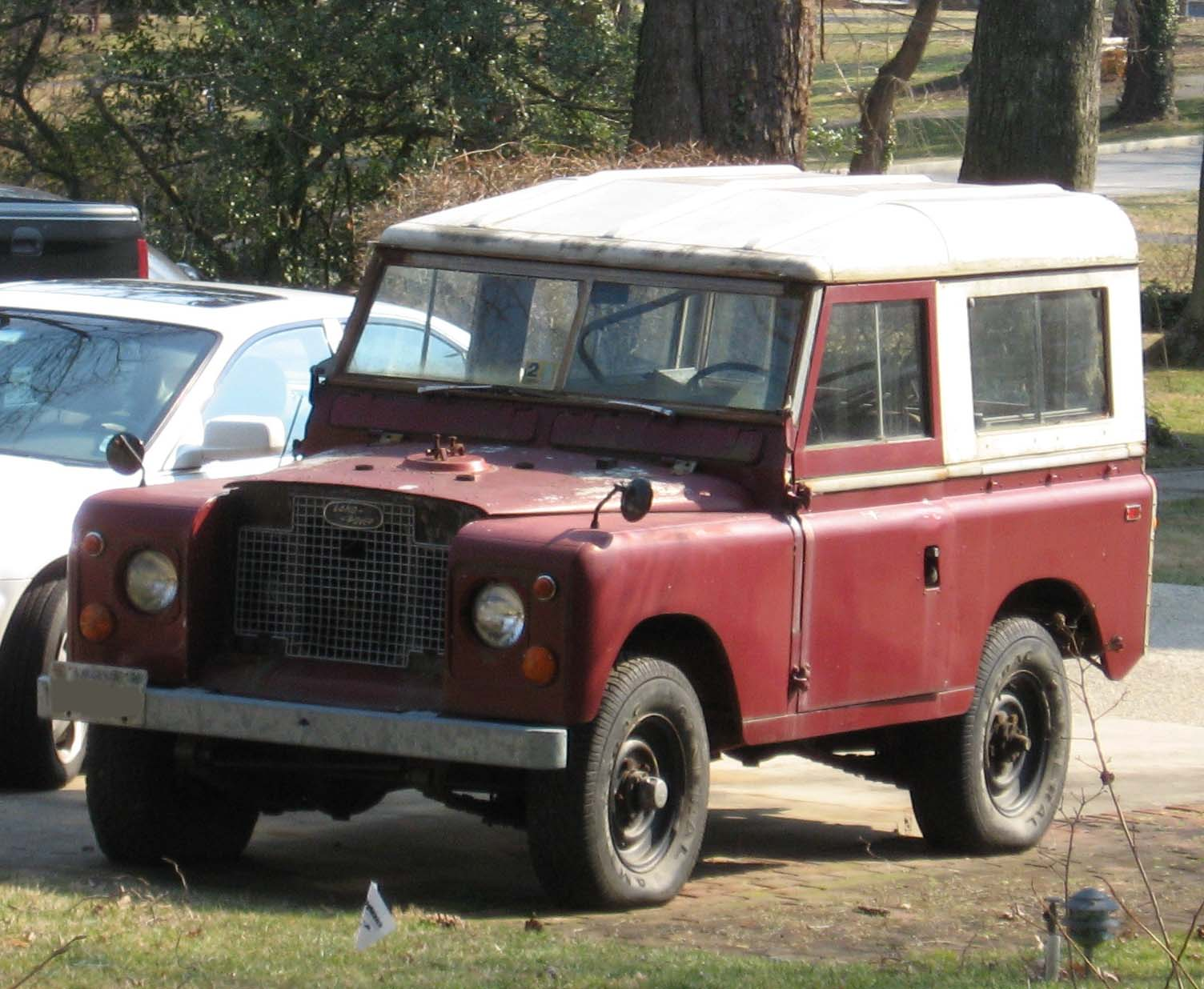
Land Rover (nicht „Helen Wheels“), Baujahr um 1970

Helen Wheels war der Name des von Paul McCartney vor 1971 in Schottland gekauften grünen Land Rover der McCartneys, ein Wortspiel mit dem Ausdruck „Hölle auf Rädern“ (englisch Hell on Wheels). Paul McCartney sagte dazu: „Helen Wheels ist unser Land Rover. Es ist ein Name, den wir unserem Land Rover gegeben haben, einem zuverlässigen Fahrzeug, das uns durch Schottland bringt. Er führt uns hinauf zu den Shetlandinseln und hinunter nach London. Der Song beginnt in Glasgow, dann geht es vorbei an Carlisle, nach Kendal, Liverpool, Birmingham und London. Es ist die Route, die von unserer schottischen Farm nach London führt, also ist es wirklich die Geschichte einer Reise nach unten. Kleine Bilder am Wegesrand.“
McCartney plante, ein neues Album außerhalb Großbritanniens aufzunehmen und hatte sich für ein EMI-Aufnahmestudio in Lagos, Nigeria entschieden. Rund eine Woche vor dem Abflug nach Lagos eskalierte die schlechte Stimmung im Aufnahmestudio und Henry McCullough stieg aus der Band aus. Denny Seiwell gab seinen Ausstieg aus der Band am Tag des geplanten Abflugs nach Lagos am 9. August 1973 bekannt. Nur noch zu dritt, nahm das verbliebene Trio acht Lieder in Lagos, Nigeria auf, darunter auch Helen Wheels. Da ihnen die Demotonbänder in Nigeria geraubt wurden, mussten die Lieder aus dem Gedächtnis rekapituliert werden.
Der Text von Helen Wheels wurde 2001 in McCartneys Buch Blackbird Singing: Poems and Lyrics 1965–1999 und 2021 in The Lyrics: 1956 To The Present aufgenommen.
Für Helen Wheels wurde 1973 ein Musikvideo gedreht, der Regisseur war Michael Lindsay-Hogg, der schon für die Beatles die Videos Paperback Writer, Rain, Hey Jude und Revolution sowie den Film Let It Be gedreht hatte. Der Musikvideo von Helen Wheels zeigt die McCartneys und Denny Laine, wie sie den Song sangen, wobei Paul McCartney abwechselnd Gitarre, Bassgitarre und Schlagzeug spielt. Es enthält auch Aufnahmen des Trios in einem Auto.
Die Single Helen Wheels erreichte Platz 12 in Großbritannien, Platz 33 in Deutschland und in den USA Platz zehn in den jeweiligen Charts. Somit war es die sechste Top-Ten-Single in den USA für Paul McCartney.

## Aufnahme
Helen Wheels wurde von den Wings zwischen dem 1. und 23. September 1973 in den EMI Studios in Lagos in Nigeria mit Paul McCartney als Produzenten aufgenommen. Geoff Emerick war der Toningenieur der Aufnahmen. Während der Aufnahmen hatten sie mit unterschiedlichsten Widrigkeiten zu kämpfen: Das EMI-Studio in Apapa im nigerianischen Bundesstaat Lagos war spartanisch eingerichtet und besaß veraltete Technik, so zogen McCartney, Toningenieur Geoff Emerick und andere selbst Trennwände ein, um verschiedene Instrumente überhaupt auf getrennten Spuren aufnehmen zu können. Das Studio befand sich neben einem lauten Presswerk, und der Bau war noch nicht abgeschlossen. Das Mischpult war defekt und die einzigen Mikrofone waren ein Set, das in einem Pappkarton in einem Schrank gefunden wurde.
Overdub Aufnahmen und die Abmischung erfolgten im Oktober in den AIR Studios in London. Die Abmischung erfolgte im Oktober ebenfalls in den AIR Studios.
Besetzung:
- Paul McCartney: Gesang, Bassgitarre, Schlagzeug, E-Gitarre
- Linda McCartney: Moog-Synthesizer, Hintergrundgesang
- Denny Laine: E-Gitarre, Hintergrundgesang

## Veröffentlichung

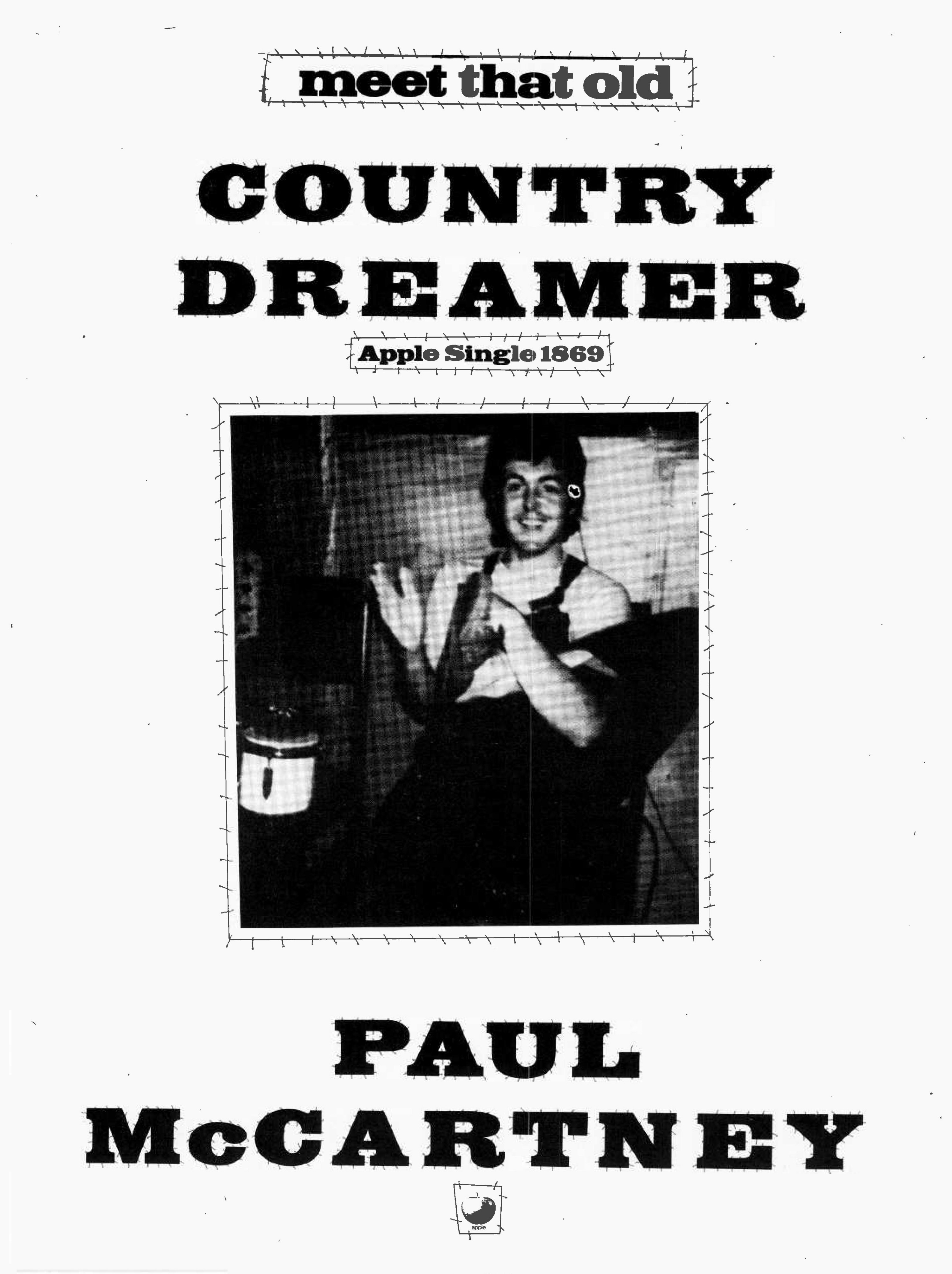
Werbung für Country Dreamer

- Am 26. Oktober 1973 (USA: 12. November 1973) erschien die Single Helen Wheels / Country Dreamer.[4] Country Dreamer von Paul und Linda McCartney[5] wurde während der Sessions für Red Rose Speedway aufgenommen. Die Promotionsingle wurde in den USA wie folgt veröffentlicht: auf der A-Seite befindet sich die Monoversion und auf der B-Seite die Stereoversion der A-Seite der Kaufsingle. Für Helen Wheels[6] und Country Dreamer[7] wurden separate Promotionsingles hergestellt.
- Das Album Band on the Run wurde am 5. Dezember 1973 in den USA veröffentlicht, das Album enthält die Single Helen Wheels. Die europäische Version des Albums beinhaltet Helen Wheels nicht. Auf Vorschlag von Al Corey, dem Promotion-Manager von Capitol Records, wurde Helen Wheels als achter Track zwischen No Words und Picasso's Last Words (Drink To Me) in das US-amerikanische Album mit aufgenommen. Sein Argument war, dass sich so das Album besser verkaufen könnte.
- Im Dezember 1980 wurde bei Columbia Records in den USA folgende Single wiederveröffentlicht Band on the Run / Helen Wheels.[8]
- Am 7. Juni 1993[9] wurde die CD Band on the Run in einer von Peter Mew remasterten Version veröffentlicht. Das Album hat zwei Bonusstücke, so auch Helen Wheels.[10]
- Im März 1999 wurde die CD, von Greg Calbi und Geoff Emerick erneut in den Sterling Sound Studios remastert, unter dem Titel Band on the Run: 25th Anniversary Edition. Es enthält zusätzlich folgende Version von Helen Wheels: Helen Wheels (Crazed) / Paul McCartney (Dialogue link 14) / Christopher Lee (Dialogue)[11]
- Helen Wheels erschien am 7. Mai 2001 auf dem Kompilationsalbum Wingspan: Hits and History.
- Am 2. Dezember 2022 wurde die Singlebox The 7″ Singles Box veröffentlicht, die auch Helen Wheels enthält.